# Barthelmesaurach

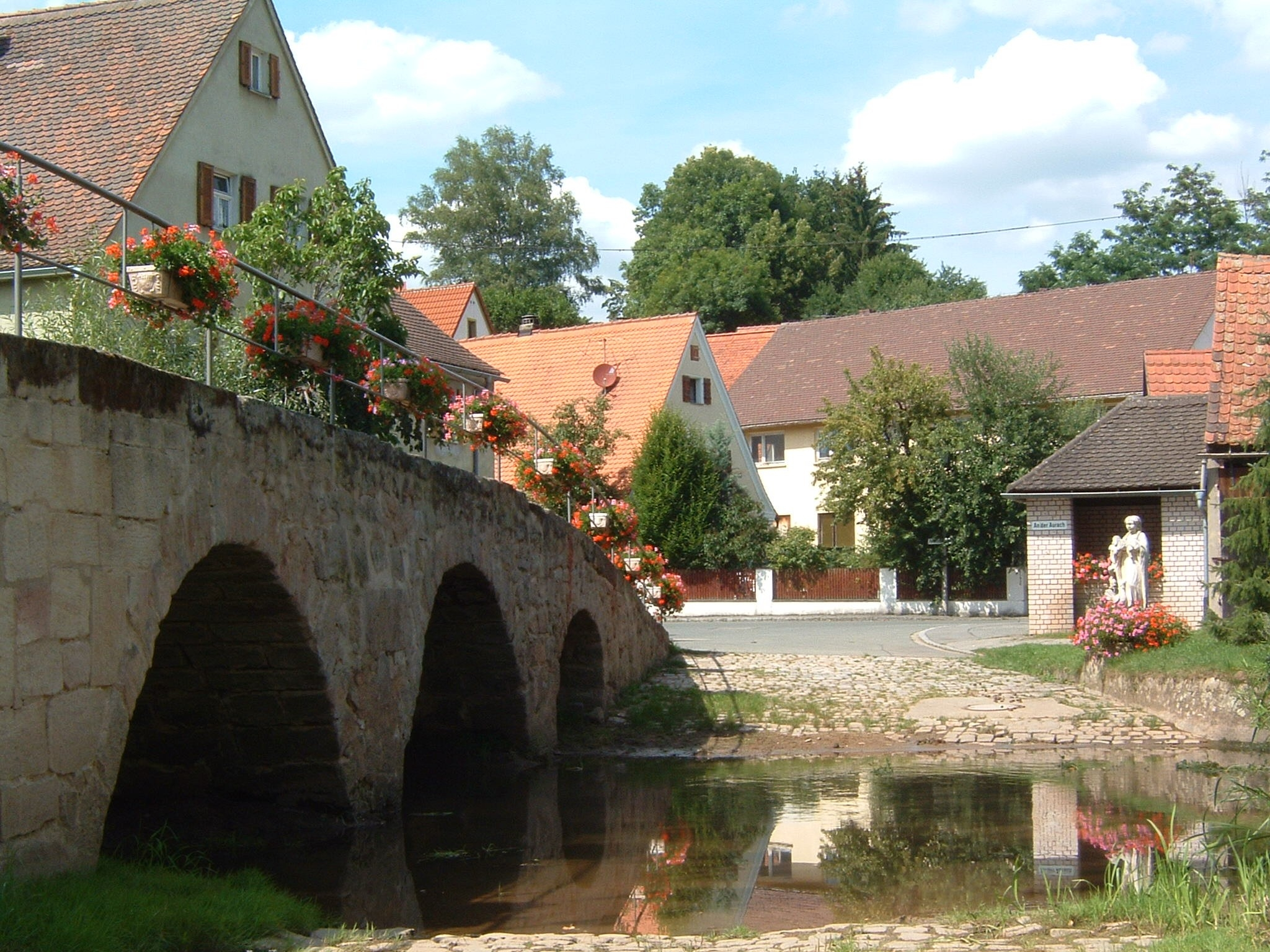
Alte Aurachbrücke in Barthelmesaurach

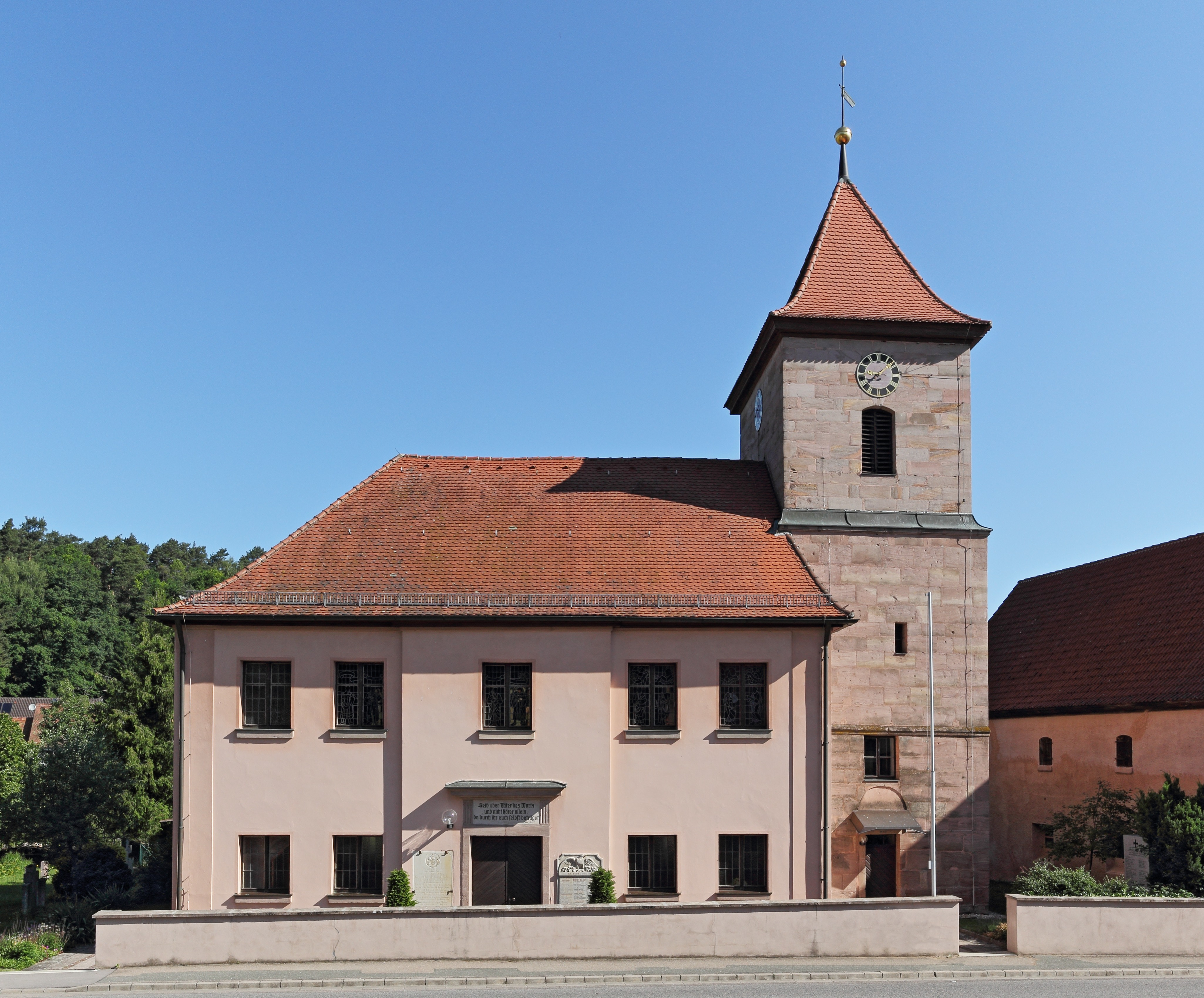
Evangelisch-lutherische Kirche in Barthelmesaurach

Barthelmesaurach (fränkisch: Draura) ist ein Gemeindeteil der Gemeinde Kammerstein im Landkreis Roth (Mittelfranken, Bayern). Die Gemarkung Barthelmesaurach hat eine Fläche von 8,336 km². Sie ist in 1682 Flurstücke aufgeteilt, die eine durchschnittliche Fläche von 4955,89 m² haben. In ihr liegen neben dem namensgebenden Ort die Gemeindeteile Hasenmühle, Haubenhof, Mildach und Rudelsdorf.

## Geografie
Durch das Kirchdorf fließt die Aurach. Der Ort gliedert sich in den Altort an der Aurach und die Siedlungen Hasenwinkel und Lerchenbühl, die in den 1970er Jahren entstanden sind. Direkt an der Aurach liegt die kleine Siedlung Hasenmühle. Im Osten liegen die Flurgebiete Lerchenbühl und Wilder Graben. Es grenzt das Schwabenholz an. 0,5 km südlich liegt das Flurgebiet Fichtig. 0,5 km nordwestlich erhebt sich der Geyersberg, 0,5 km südwestlich der Kapsberg.
Die Bundesstraße 466 tangiert den Ort und verläuft nach Haag (5,5 km nordöstlich) bzw. nach Wassermungenau (7,5 km südlich). Die Kreisstraße RH 5 führt nach Mildach (1,7 km östlich) bzw. nach Rudelsdorf (2 km westlich). Gemeindeverbindungsstraßen führen nach Rudelsdorf (1,5 km östlich) und nach Kapsdorf (1,7 km südwestlich). Ein Anliegerweg führt zur Hasenmühle (0,2 km südöstlich).

## Geschichte
Der Ort wurde wahrscheinlich in der zweiten Hälfte des 8. Jahrhunderts durch bairische Siedler gegründet. Er liegt an einer Altstraße und gehört zu den vier Siedlungen, die nach dem Flüsschen Aurach benannt sind.
Der Ort bestand im 13. Jahrhundert wahrscheinlich aus 5 Ganzhöfen. Die erste Erwähnung findet sich in einer Urkunde von 1355 als „Barthelmes Aurach“. Bartholomäus war der Schutzheilige der Ortskirche. Im Urbar des burggräflichen Amtes Schwabach, das ca. 1360 aufgestellt wurde, wurde der Ort als „Bartelmesauͤrach“ erwähnt. Im Salbuch von 1410 wurden für den Ort lediglich ein Seldengütlein und ein Fischwasser verzeichnet. Alle übrigen Anwesen waren fremdherrisch. Im Salbuch des nunmehr markgräflichen Amtes Schwabach von 1434 wurden für den Ort zwei Seldengüter und ein Fischwasser aufgelistet. 1530 wurden außerdem zwei weitere Güter verzeichnet, die der Pfarrei Barthelmesaurach unterstanden, und sieben Anwesen, die Fremdherren unterstanden. 1732 gab es laut den Oberamtsbeschreibungen von Johann Georg Vetter in Barthelmesaurach 24 Anwesen. Grundherren waren das Fürstentum Ansbach (18 Anwesen: Kastenamt Schwabach 14, Spital Schwabach 2, Kornamt Schwabach 2), die Reichsstadt Nürnberg (4 Anwesen: Reiches Almosen 2, Spitalamt Heilig Geist 1, Pfinzing von Henfenfeld 1),  die Deutschordenskommende Nürnberg (1 Anwesen) und das Amt Katzwang des Klosters Ebrach (1 Anwesen).
Gegen Ende des 18. Jahrhunderts gab es 25 Anwesen. Das Hochgericht südlich der Aurach übte das brandenburg-ansbachische Kasten- und Stadtvogteiamt Windsbach und nördlich der Aurach das Oberamt Schwabach aus. Die Dorf- und Gemeindeherrschaft hatte das Kastenamt Schwabach. Grundherren waren das Fürstentum Ansbach (18 Anwesen; Kastenamt Schwabach 2 Köblergüter, 2 Fischgüter, 1 Gastwirtschaft, 7 Leerhäuser, 1 Badhaus, 1 Schmiedgut; Stadtrichteramt Schwabach: 1 Gütlein, 1 Leerhaus; Spital Schwabach: 2 Gütlein) die Reichsstadt Nürnberg (Landesalmosenamt: 1 Halbhof, 1 Halbhof mit Tafernwirtschaft, 1 Leerhaus; Spitalamt Heilig Geist: 1 Ganzhof; Pfinzing-Stiftung: 1 Ganzhof), die Deutschordenskommende Nürnberg (1 Ganzhof) und das Amt Katzwang des Klosters Ebrach (1 Halbhof). Neben den Anwesen gab es kirchliche (Pfarrkirche, Pfarrhof) und kommunale Gebäude (Schule, Hirtenhaus). Von 1797 bis 1808 unterstand der Ort dem Justiz- und Kammeramt Windsbach. Zu dieser Zeit gab es 23 Untertansfamilien, von denen 17 ansbachisch waren.
1806 kam Barthelmesaurach an das Königreich Bayern. Im Rahmen des Gemeindeedikts wurde 1808 der Steuerdistrikt Barthelmesaurach gebildet, zu dem Ebersbach, Hasenmühle, Haubenhof, Kapsdorf, Mildach und Rudelsdorf gehörten. Die Ruralgemeinde Barthelmesaurach entstand 1810 und war deckungsgleich mit dem Steuerdistrikt. Sie war in Verwaltung und Gerichtsbarkeit dem Landgericht Heilsbronn zugeordnet und in der Finanzverwaltung dem Rentamt Windsbach. Mit dem Zweiten Gemeindeedikt (1818) wurden zwei Ruralgemeinden gebildet:
- Ruralgemeinde Barthelmesaurach mit Hasenmühle, Haubenhof, Mildach und Rudelsdorf;
- Ruralgemeinde Ebersbach mit Kapsdorf.[16]

Von 1862 bis 1879 gehörte Barthelmesaurach zum Bezirksamt Heilsbronn, ab 1880 zum Bezirksamt Schwabach (1939 in Landkreis Schwabach umbenannt) und zum Rentamt Schwabach (1919 in Finanzamt Schwabach umbenannt). Die Gerichtsbarkeit blieb beim Landgericht Heilsbronn (1879 in Amtsgericht Schwabach umbenannt). Die Gemeinde hatte 1964 eine Gebietsfläche von 8,338 km². Am 1. Mai 1978 wurde die Gemeinde Barthelmesaurach im Zuge der Gebietsreform in Bayern nach Kammerstein eingegliedert.
Ab 2000 entstand ein neues Gewerbegebiet an der Bundesstraße 466.
Am 23. November 2003 haben Bürgermeister Walter Schnell von der Gemeinde Kammerstein und Vertreter der Kirchengemeinde Barthelmesaurach eine offizielle moralische Rehabilitation der als Hexe verfolgten Margaretha Kurz aus Mildach ausgesprochen.

### Baudenkmäler
In Barthelmesaurach gibt es sechs Baudenkmäler:
- Alte Aurachbrücke

Von einer Brücke wurde bereits im Jahre 1530 berichtet. 1749 wurde sie neu ausgeführt. Weitere Restaurierungen erfolgten 1906, 1927 und 1995/96. Die Wirte der beiden Gasthäuser bedienten abwechselnd gegen Entgelt den Schlagbaum an der Brücke.
Im 19. Jahrhundert wurde der Vorspanndienst eine willkommene Einnahme; Pferde und Zugochsen der Barthelmesauracher Bauern halfen den schweren Fuhrwerken, die steilen Anhöhen auf beiden Seiten des Ortes zu überwinden.
- Evangelisch-lutherische Kirche St. Bartholomäus

Die dem heiligen Bartholomäus geweihte Kapelle wurde im späten 14. Jahrhundert neu erbaut, der Turm der heutigen Pfarrkirche stammt aus dieser Zeit. Das Langhaus wurde im Jahre 1804 errichtet. Erwähnenswert sind Die Rippen der Kreuzgewölbe. Diese wurden bis auf kleine Ansätze herausgeschlagen.
Die Kanzel ist im Markgrafenstil direkt über dem Altar angeordnet. Der Friedhof um die Kirche wurde bereits 1599 erwähnt.

### Einwohnerentwicklung
Gemeinde Barthelmesaurach
| Jahr      | 1818   | 1840   | 1852   | 1855   | 1861   | 1867   | 1871   | 1875   | 1880   | 1885   | 1890   | 1895   | 1900   | 1905   | 1910   | 1919   | 1925   | 1933   | 1939   | 1946   | 1950   | 1952   | 1961   | 1970   |
| Einwohner | 416    | 446    | 472    | 489    | 491    | 505    | 499    | 525    | 504    | 516    | 474    | 481    | 488    | 481    | 497    | 496    | 492    | 480    | 451    | 600    | 577    | 566    | 503    | 524    |
| Häuser    | 83     | 73     |        |        |        |        | 92     |        |        | 97     | 94     |        | 97     |        |        |        | 95     |        |        |        | 93     |        | 101    |        |
| Quelle    | [ 22 ] | [ 23 ] | [ 24 ] | [ 24 ] | [ 25 ] | [ 26 ] | [ 27 ] | [ 28 ] | [ 29 ] | [ 30 ] | [ 31 ] | [ 32 ] | [ 33 ] | [ 32 ] | [ 34 ] | [ 32 ] | [ 35 ] | [ 32 ] | [ 32 ] | [ 32 ] | [ 36 ] | [ 32 ] | [ 17 ] | [ 37 ] |

Ort Barthelmesaurach
| Jahr      | 001818 | 001840 | 001861 | 001871 | 001885 | 001900 | 001925 | 001950 | 001961 | 001970 | 001987 | 002007 | 002014 |
| Einwohner | 250    | 260    | 288    | 278    | 285    | 293    | 291    | 370    | 319    | 336    | *743   | *871   | *903   |
| Häuser    | 50     | 37     |        |        | 55     | 57     | 56     | 55     | 63     |        | *203   |        |        |
| Quelle    | [ 22 ] | [ 23 ] | [ 25 ] | [ 27 ] | [ 30 ] | [ 33 ] | [ 35 ] | [ 36 ] | [ 17 ] | [ 37 ] | [ 38 ] |        |        |

## Religion
Der Ort ist Sitz der Pfarrei St. Bartholomäus und seit der Reformation evangelisch-lutherisch geprägt. Die Katholiken sind nach St. Vitus (Veitsaurach) gepfarrt.

## Wirtschaft und Infrastruktur

### Ansässige Unternehmen
- Brauerei Gundel. Sie wurde im Jahr 1602 gegründet und nannte sich damals „Brauerei zur Krone“.
- Niedermann IT-Dienstleistungen
- Gentner GmbH (Kunststoffverarbeitung)
- Wilamed (Medizintechnik)
- Grillenberger.de
- Gilch Gärten
- Zimmerei Luschka
- Schreinerei Groß
- Malerei Gehring
- Galerie+kunst
- Mein Garten und mehr ...
- Hortus natura et cultura

### Naherholungsgebiet
Staatsforst Heidenberg mit dem Sagenwanderweg